# Abesszin kőszáli kecske
Az abesszin kőszáli kecske (Capra walie) az emlősök (Mammalia) osztályának párosujjú patások (Artiodactyla) rendjébe, ezen belül a tülkösszarvúak (Bovidae) családjába és a kecskeformák (Caprinae) alcsaládjába tartozó faj.
Korábban az alpesi kőszáli kecske (Capra ibex) alfajának vélték, Capra ibex walie név alatt.

## Előfordulása
Nagyon kis területen honos, egyedül az közép-etiópiai Simien-hegységben él. Sziklás hegyoldalak lakója.

## Megjelenése
Testhosszúsága 105-110 centiméter, marmagassága 90-97 centiméter, testtömege 80-125 kilogramm. A közeli rokon núbiai kőszáli kecskénél (Capra nubiana) testesebb faj. Szőrzete világos mogyoróbarna, a hátsó végtagok halványabb árnyalatúak. A hasi rész szinte fehér, a farok felső része pedig sötétebb. A bakok mellső lábain sötét csík található, és sötét szakálluk van. A félkör alakú szarvak fel- és hátrafelé, majd lefelé görbülnek. Jóllehet mindkét nem rendelkezik szarvakkal, a bakoké sokkal nagyobb, mint a nőstényeké. A bakok szarva egészen 120 cm hosszúra nő, és a külső kanyarulaton 24-36 dudor található. A nőstények jóval vékonyabb, rövidebb szarva 35 cm hosszúra nőhet.

## Életmódja
Hegyvidéken élő faj, a 2800 és 3400 méteres tengerszint feletti magasságban található hegyek lakója. Egynemű csordákban él, egy-egy nagyobb csapatban akár 35 állat is élhet együtt. Füvekkel és levelekkel táplálkozik.

## Szaporodása
A párzási időszaka nincs szezonhoz kötve, egész évben szaporodhat. A fő szaporodási időszak azonban tavasszal van, március és április hónapokban. Ilyenkor több bak is csatlakozik a nőstények csapataihoz és egymással megküzdve döntik el, hogy melyiküké a szaporodás joga. Öt hónapi vemhesség után, 1-2 utódot hoz a világra, melyet még 3 hónapig gondoz. Ivarérettségét 2-3 éves korban éri el és maximum 17 évig él.

## Természetvédelmi helyzete
Viszonylag szűk elterjedési területe ellenére egészen a 20. század elejéig viszonylag gyakori fajnak számított. Az egyre fokozódó húscélú és trófea vadászat miatt azonban állományai nagyon megfogyatkoztak. A populáció mélypontján, 1963-ban összesen csupán mintegy 150 egyede maradt életben. A faj majdnem kipusztult, egyedül a Simien Nemzeti Parkban maradt életben néhány csorda. Egyedül ennek a parknak köszönhető, hogy a faj ma még életben van.
Az Természetvédelmi Világszövetség (IUCN) sebezhető fajnak minősítette, amely 1997-ben 400-as lélekszámú populációval rendelkezett.

## Fordítás
- Ez a szócikk részben vagy egészben  a(z)   Äthiopischer Steinbock című német Wikipédia-szócikk ezen változatának fordításán alapul.  Az eredeti cikk szerkesztőit annak laptörténete sorolja fel. Ez a jelzés csupán a megfogalmazás eredetét és a szerzői jogokat jelzi, nem szolgál a cikkben szereplő információk forrásmegjelöléseként.